# Несебърски полуостров
Несебърският полуостров е полуостровът в Черно море, на който е разположена старата част (Старият град) на Несебър.
Намира се между Несебърския и Поморийския залив, на около 3 km североизточно от нос Акротирия.
Дължината му е 850 m, широчината – около 300 m, достига до 15 m надморска височина. Със сушата се свързва чрез томболо с дължина 350 m (с широчина 12 m и височина 3 m. Томболото е изкуствено укрепено и по него е прокаран шосеен път, чрез който се достига до старата част на град Несебър. На него има вятърна мелница, която е сред символите на града.
Старият град на Несебър, разположен на полуострова, е включен в списъка на световното културно наследство на ЮНЕСКО.